# Lavinia Dock

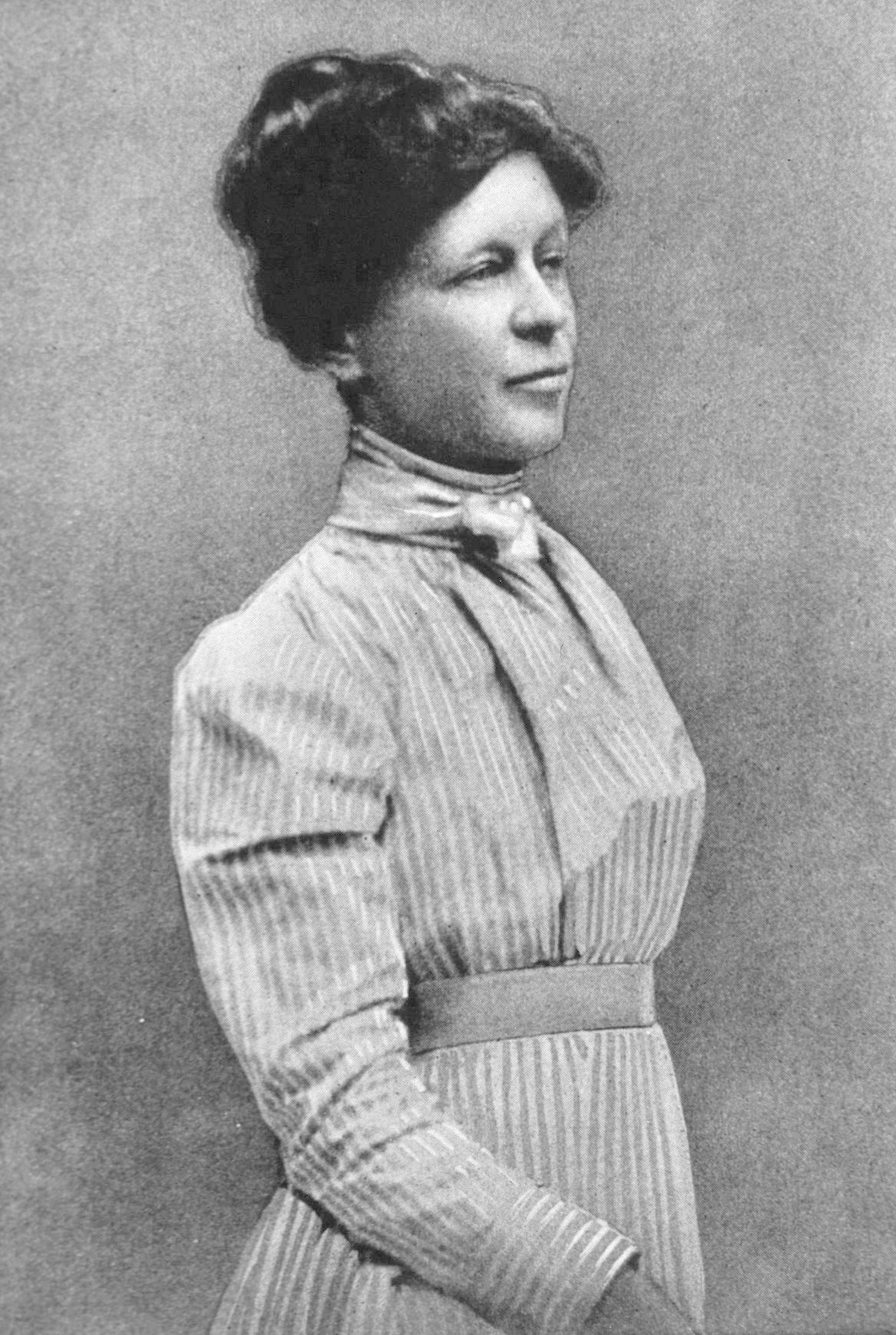

Lavinia Lloyd Dock (* 26. Februar 1858 in Harrisburg/Pennsylvania; † 17. April 1956 in Chambersburg/Pennsylvania) war eine US-amerikanische Pflegewissenschaftlerin, Pflegehistorikerin und Sekretärin des „International Council of Nurses (ICN)“.

## Leben
Lavinia Lloyd Dock wuchs mit fünf Geschwistern auf. Sie absolvierte die Ausbildung zur Krankenschwester am Bellevue Hospital in New York City und erhielt im Jahr 1886 ihr Diplom. 1888 arbeitete Dock in einem Krankenhaus in Florida während einer Gelbfieberepidemie gemeinsam mit Jane Delano, einer jungen Krankenschwester, die später den US-amerikanischen „Red Cross Nursing Service“ gründete. 1889 wurde Dock Lehrerin an der Krankenpflegeschule des Johns Hopkins Hospitals in Baltimore und vertrat die Schulleitung Isabel Hampton Robb. Das Johns Hopkins Hospital stand ab dem Jahr 1889 unter Leitung des kanadischen Klinikers Sir William Osler, der sich auch mit Fragen medizinischer Ausbildung befasste und als Medizinhistoriker tätig war. 1890 beendete Lavinia Dock ihr erstes akademisches Werk mit dem Titel „Textbook of materia medica for nurses“. Es folgte eine Tätigkeit in der Aus- und Weiterbildung von Gemeindepflegerinnen in New York City. Lavinia Lloyd Dock gründete die „American Society of Superintendents of Training-Schools for Nurses“, um in Anlehnung an das Engagement William Oslers für die medizinische Ausbildung, auch die pflegerische Ausbildung im Land zu verbessern. 

### Tätigkeit im International Council of Nurses
1899 wurde Lavinia Docks führende Rolle in der US-amerikanischen Pflegewissenschaft mit der Wahl zur Sekretärin des International Council of Nurses anerkannt. Erste Präsidentin des ICN war zu jenem Zeitpunkt Ethel Bedford-Fenwick. In ihrer Eigenschaft als Sekretärin des ICN korrespondierte Dock auch mit Susan McGahey, der zweiten Präsidentin des ICN.  Zwischen 1907 und 1912 verfasste Dock gemeinsam mit Mary Adelaide Nutting den vierbändigen Klassiker „History of Nursing.“ Die Übersetzung in die deutsche Sprache leistete die Reformerin der deutschen Krankenpflege und dritte Präsidentin des ICN, Agnes Karll. Dock verstarb hochbetagt im Jahr 1956 in Chambersburg, Pennsylvania.

## Werke
- Text-book of Materia Medica for Nurses. G.P. Putnam’s Sons,  New York & London 1890. 2. Auflage 1897 (Digitalisat) 3. Auflage 1901 (Digitalisat)
- Zusammen mit Adelaide Nutting. A history of Nursing. G.P. Putnam’s Sons, New York & London 1907-1912, 4 Bände, Band I (1907) (Digitalisat), Band II (1907) (Digitalisat), Band III (1912)(Digitalisat), Band IV (1912) (Digitalisat)
  - Agnes Karll (Übersetzerin). Mary Adelaide Nutting und Lavinia Dock. Geschichte der Krankenpflege. D. Reimer, Berlin 1910–1913 Band I (1910) (Digitalisat) Band II (1911) (Digitalisat)  Band III (1913) (Digitalisat)
- Hygiene and morality: a manual for nurses and others, giving an outline of the medical, social, and legal aspects of the venereal diseases. G.P. Putnam’s Sons, New York & London 1910 (Digitalisat), 5. Auflage 1912 (Digitalisat)
- A short history of Nursing. G.P. Putnam’s Sons, New York & London 1920 (Digitalisat)
- History of American Red Cross Nursing, 1922. (Digitalisat)